# Assembleia Legislativa do Pará
Assembleia Legislativa do Pará é o órgão de poder legislativo do estado de Pará, exercido através dos deputados estaduais. Fica localizada em Belém e possui atualmente 41 deputados estaduais, que são eleitos pelo sistema proporcional de lista aberta.

## História
Assembleia, que significa reunião de pessoas, sempre determinada por normas jurídicas, com vista à prática de certos atos ou atividades em função de seu Povo.
E como o Estado do Pará não está fora das decisões políticas do País, sua participação na história política e na Economia é de grande importância, a exemplo temos a Cabanagem que foi um movimento eminentemente popular de luta pela independência, onde o Povo unido tentava conquistar o Poder para buscar justiça, igualdade, e lutar contra a miséria. Já na Economia a Borracha, a Madeira e a exuberante Fauna e Flora, e seus rios que serve com um grande fluxo para a navegação do Povo Paraense.
Assegurado na primeira Constituição do Brasil, de 1824, o Poder Legislativo era formado, no tempo do Império por Deputados e Senadores eleitos de acordo com suas rendas anuais.
A Constituição do Império, conhecida e hostilizada pelo Povo como Constituição da Mandioca, determinava ainda, a existência de quatro Poderes distintos. O Judiciário, O Executivo, O Legislativo e o Moderador, então representado exclusivamente pelo Imperador do Brasil com a missão de equilibrar os interesses partidários.
No Pará, a Assembleia Provincial que reunia os Deputados, começou a funcionar no período Regencial, logo depois do famoso ATO Adicional de 1834.
Durante alguns anos funcionou no Antigo Convento das Mercês; posteriormente ocupou a Igreja do Carmo, O Convento de Santo Antônio, e por último O Liceu Paraense hoje o Colégio Paes de Carvalho. 
A Assembleia Legislativa do Pará surgiu no dia 13 de Março de 1885, com sua Sede instalada no Palácio localizado no PAÇO que era chamado de PAÇO da Assembleia Provincial depois de vários anos mudando de lugar (Atual Palácio Antônio Lemos) lugar em que anos mais tarde seria Promulgada a Primeira Constituição Republicana.
Atualmente o Poder Legislativo do Pará tem sua Sede própria que foi inaugurada pelo Governador Alacid Nunes, no dia 30 de novembro de 1970, na Capital do Estado O Palácio da Cabanagem, nome dado à Casa do Poder Maior do Estado que é o local mais eficiente para os representantes reunidos possam edificar serviço, progresso, em defesa do Estado e do Cidadão Paraense reafirmando com isso os direitos e garantias fundamentais com um regime Democrático e Social conscientes de que possa com Fraternidade, perpetuar os valores culturais e morais do Povo Paraense.

## Sedes
- Convento das Mercês (1838): Foi a Primeira Assembleia Provincial do Pará.
- Convento das Carmelitas Calçadas (1839): Localizado no Largo do Carmo, na Rua do Norte (atual Rua Siqueira Mendes), em cujo prédio funciona atualmente o Colégio Salesiano Nossa Senhora do Carmo (Colégio do Carmo).
- Convento de Santo Antônio (1840): Localizado no largo Dom Macedo, no início da Rua Santo Antônio; em cujo prédio funciona atualmente o Colégio Santo Antônio e onde , em 1840 instalou-se e funcionou a Assembleia Legislativa Provincial. Prédio com grande significação para a História da região pois teve várias funções, sendo Convento, Escola de Frades Franciscanos, Colégio, Quartel e como Sede da Assembleia Provincial, abrigou relevantes episódios da Cabanagem e da Adesão do Pará a Independência.
- Largo do Quartel (1868): Neste ano foi inaugurado a Sede do Legislativo do Pará, localizado no largo do Quartel, atual Praça da Bandeira onde funcionou a Assembleia Provincial até 1884, cujo prédio foi posteriormente transformado em Escola com o nome de Liceu Paraense, depois Ginásio Paes de Carvalho.
- Palácio Antônio Lemos (1870 - 1885): Em março de 1885 à Assembleia Legislativa Provincial foi instalada no Palácio localizado no Paço Municipal, anos depois foi denominado de Palácio Antônio Lemos, localizado no então Largo do Palácio (atual Praça Dom Pedro II), onde funcionou por várias décadas, com uma interrupção de cerca de oito meses no ano de 1959, por razão de incêndio tendo retornado a funcionar neste Palácio em janeiro de 1960, transferindo-se em 1970 para sua atual Sede.
- Teatro da Paz (1959): Em razão de um incêndio ocorrido na copa do Palácio Antônio Lemos, várias dependências onde funcionou à Assembleia Legislativa foram atingidas pelo fogo, exigindo um mudança temporária da sede do Legislativo Estadual, que passou a funcionar emergencial e precariamente no Teatro da Paz, na Praça da República onde se manteve por cerca de oito meses.
- Palácio da Cabanagem (1970): O Prédio nº 23 situado na Praça da Independência (atual Praça Dom Pedro II), Rua Cidade de Aveiro esquina com Travessa da Vigia (atual Travessa Félix Roque) onde em 1891 foi fundado e instalado a Imprensa Oficial do Estado. A denominação Palácio Cabanagem decorreu da Emenda substitutiva do Deputado Carlos Vinagre em Projeto de Resolução de iniciativa do Deputado Lauro Sabbá que pretendia denominar a Sede de Palácio Ruy Barbosa. O Palácio Cabanagem foi inaugurada em 30 de novembro de 1970, quando era Presidente do Poder Legislativo na qualidade de Vice-Governador do Estado o Dr. João Renato Franco.